# Alexander Ireland
Alexander Ireland (n. 11 februarie 1901, City of Edinburgh⁠(d), Scoția, Regatul Unit al Marii Britanii și Irlandei – d. 24 ianuarie 1966, Edinburgh, Regatul Unit) a fost un boxer ce a reprezentat Regatul Unit al Marii Britanii și al Irlandei de Nord, medaliat olimpic. A participat la o ediție a Jocurilor Olimpice (1920) în care a câștigat o medalie de argint.

## Participări
Lista de mai jos prezintă principalele competiții la care a participat Alexander Ireland de-a lungul carierei.
- boxing at the 1920 Summer Olympics – welterweight[*]